# Ochthebius gruwelli
Ochthebius gruwelli är en skalbaggsart som beskrevs av Perkins 1980. Ochthebius gruwelli ingår i släktet Ochthebius och familjen vattenbrynsbaggar. Inga underarter finns listade i Catalogue of Life.